# La Naval (Reinosa)
La Naval (desde 2019, Reinosa Forgings & Castings) es una histórica factoría siderúrgica dedicada a la producción de aceros especiales, ubicada en la ciudad cántabra de Reinosa (España). Fue inaugurada en 1918 dentro de la empresa pública Sociedad Española de Construcción Naval, y sufrió durante el siglo XX una serie de reestructuraciones que culminaron con los incidentes de Reinosa de 1987 provocados por un despido masivo de trabajadores a causa de la reconversión industrial. 
La fábrica es históricamente la principal fuente de empleo de la comarca de Campoo-Los Valles, y tras pertenecer hasta 2019 a la sociedad española Sidenor, es propiedad desde ese año del consorcio germano-estadounidense NFL.

## Historia

### Proyecto

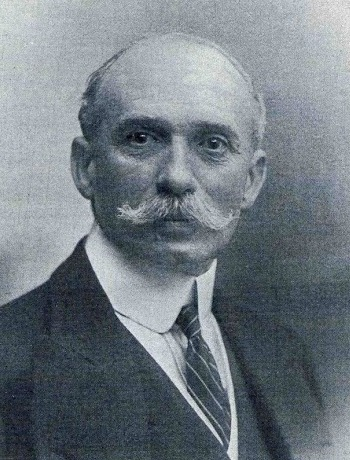
Tomás de Zubiría Ybarra, presidente de la Sociedad Española de Construcción Naval, fue el responsable del proyecto de una nueva factoría siderúrgica que finalmente se instaló en Reinosa.

La historia de la Naval va ligada a la necesidad de reconstruir la flota de la Armada Española destruida tras la guerra hispano-estadounidense (1898). En 1907 el gobierno de Antonio Maura puso en marcha un plan destinado a la construcción de una nueva flota de guerra, encomendado al ministro de Marina José Ferrándiz. Los trabajos le fueron adjudicados a la empresa pública con participación británica Sociedad Española de Construcción Naval (SECN), con la cesión de los astilleros y arsenales de El Ferrol, La Carraca y Cartagena.
Los directivos de la SECN repararon pronto en lo limitado de sus instalaciones para acometer una empresa tan importante, y Tomás de Zubiría proyectó la creación de una nueva factoría mecano-siderúrgica. Así, en 1916 se aprobó la elaboración de un informe técnico para la instalación de la nueva acería, así como la ubicación más idónea de la misma. El encargado de dicho informe, Alejandro de Calonge y Motta, fue el máximo valedor de la elección de Reinosa para la ubicación de la nueva fábrica. Calonge era un capitán de Artillería vinculado a Vickers Limited (accionista de la SECN) que se convertiría en primer director de la factoría campurriana. En aquella época se trataba de una localidad eminentemente agrícola y ganadera. La climatología, el agua, la situación estratégica y la calidad de la mano de obra fueron las principales razones esgrimidas por Calonge para la elección. El 7 de diciembre de 1917 se firmó la compra de los terrenos, y en mayo de 1918 comenzaron las obras de la nueva factoría, con un presupuesto de 1 257 000 pesetas. El solar elegido, conocido como La Vega se encontraba cerca de la carretera de Palencia, en la salida hacia Matamorosa.

### Inicios

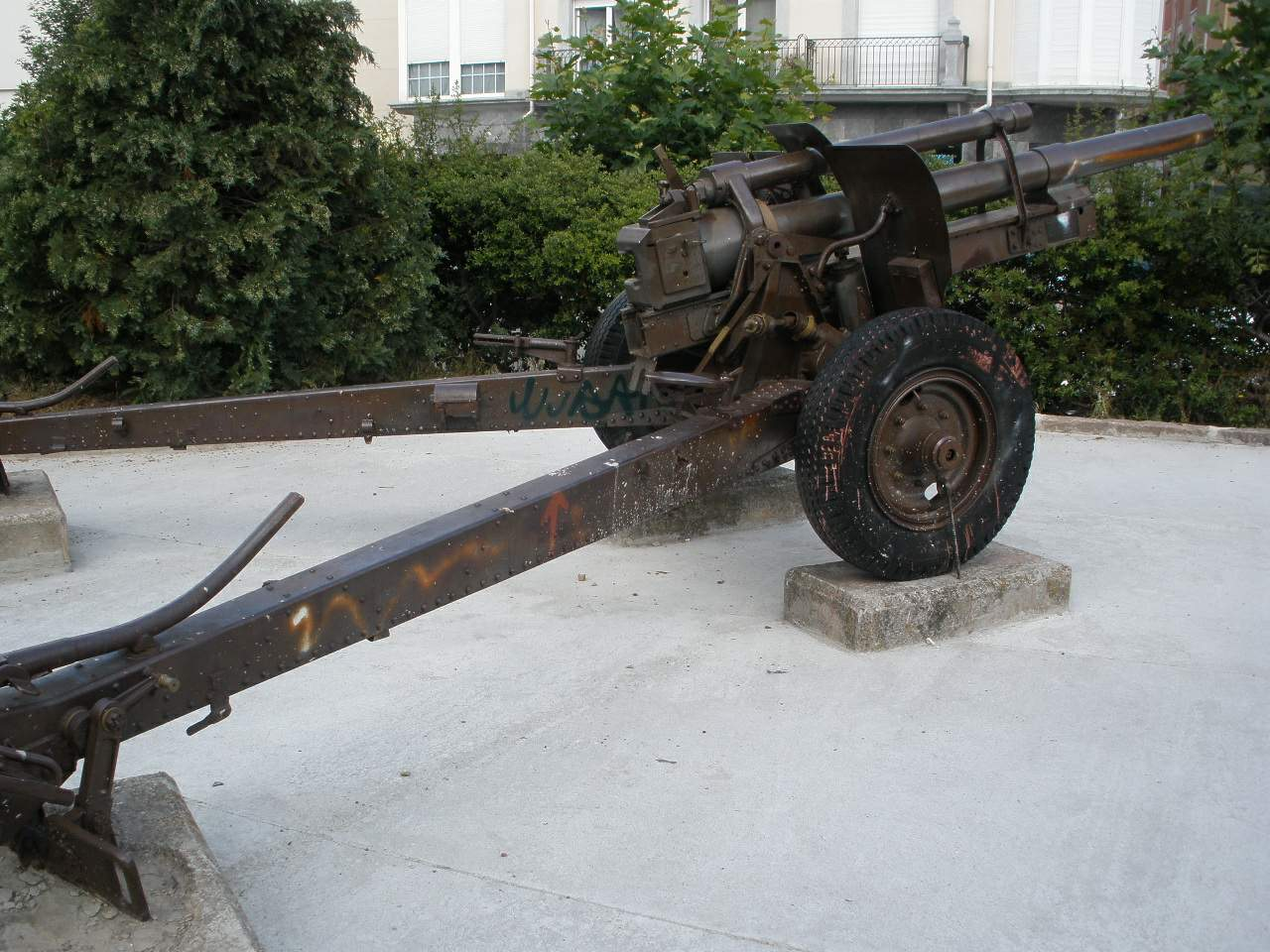
Un Obús 105/26 Reinosa, fabricado en la Naval desde 1943, expuesto en una calle de la localidad.

En 1919 se culminó el taller de fundición, y en 1920 se inició la producción con 613 trabajadores, en lo que era la factoría siderúrgica más grande de España en aquel momento. Los primeros encargos consistieron en cañones de campaña para el ejército y baterías de artillería de costa y otros destinados a su instalación en los buques de la Marina.
El 6 de agosto de 1923 el rey Alfonso XIII visitó las instalaciones y la villa de Reinosa. En 1930, y con 2000 trabajadores en la Naval, Reinosa alcanzó la cifra de 8686 habitantes. Desde 1926, se produjeron en la fábrica las piezas de artillería de los nuevos cruceros pesados Canarias y Baleares, así como los cañones de la batería de La Parajola, en Cartagena.
Durante la guerra civil española la fábrica de armas quedó en poder del bando republicano en 1936, y después fue objetivo primordial del bando sublevado en su ofensiva de 1937, que alcanzó Reinosa el 16 de agosto. Durante la retirada republicana, los obreros se negaron a destruir la fábrica como habían ordenado algunas autoridades, lo que originó enfrentamientos que depararon varios muertos.

### Transformación

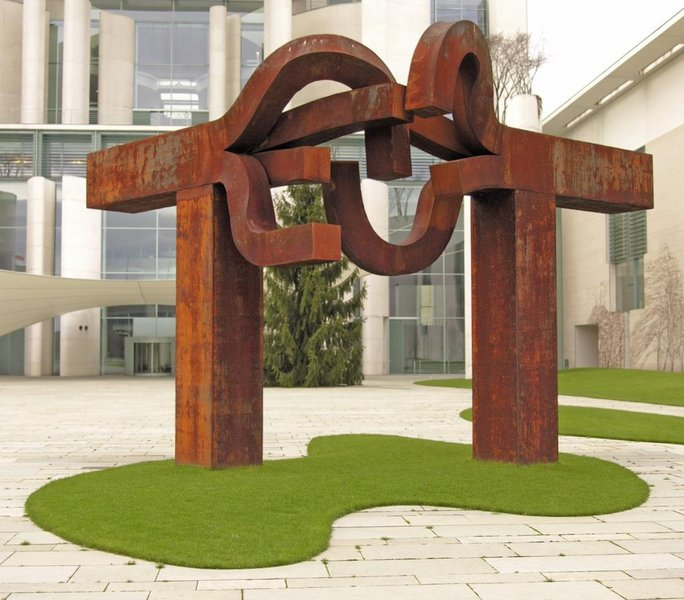
El monumento Berlín a la reunificación que preside la entrada a la Cancillería Federal en Berlín, obra de Eduardo Chillida realizada con acero en la fábrica de Reinosa.

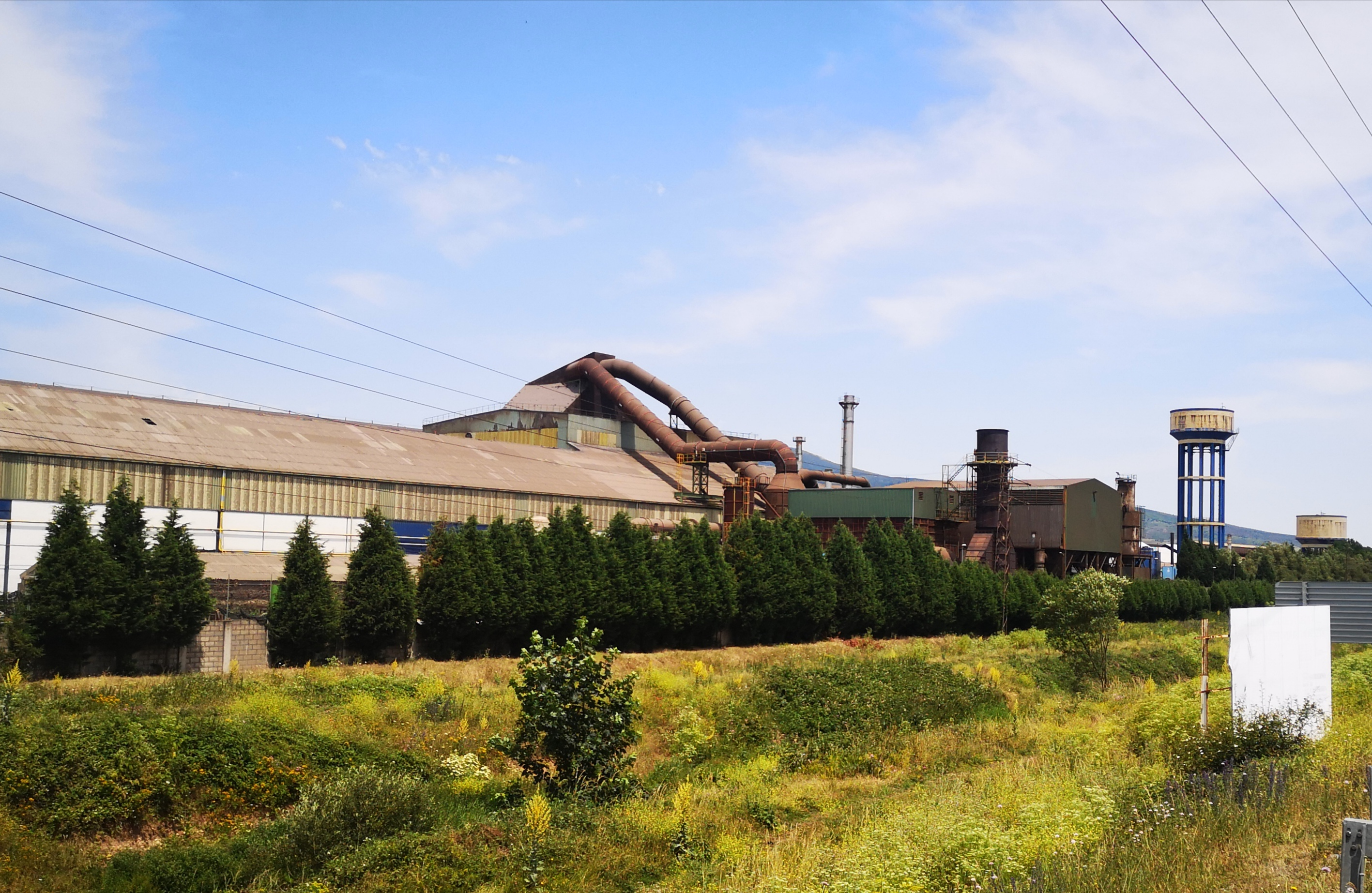
Aspecto exterior de la factoría en 2020.

En los años de posguerra, la factoría se especializó en la fabricación de piezas de artillería, obuses diseñados y construidos en la misma. A destacar el Obús 105/26 Reinosa, fabricado desde 1943 y que llevaba el sobrenombre de la localidad donde se fabricaba. En 1960, trabajaban 2089 empleados en la Naval, y Reinosa alcanzaba los 10 331 habitantes.
Los acuerdos de compra de armas con Estados Unidos perjudicaron a la siderurgia campurriana. Para mantener su competitividad, el Estado creó en 1970 la sociedad Astilleros Españoles, integrando la SECN, la Compañía Euskalduna de Construcción Naval y Astilleros de Cádiz, orientada a la construcción de grandes buques a escala mundial.
La crisis del sector naval en España propició que la factoría de Reinosa volviese en 1975 a la fabricación de armas, como piezas del carro de combate francés AMX-30. Finalmente, el 31 de julio de 1981 la planta reinosana se separó de Astilleros Españoles, para formar la sociedad Forjas y Aceros de Reinosa. La factoría diversificó su producción, encaminada a otros sectores, como la construcción, la minería y la energía y experimentó cierto progreso.

### Crisis y ventas
Durante los años 1980, y debido a factores tanto internos (modernización de los procesos) como externos (crisis del petróleo y globalización comercial) la plantilla sufrió importantes recortes. De los 2417 empleados que trabajaban en 1982, algunas previsiones cifraban 1250 para finales de la década.
En 1987, y dentro del contexto de la reconversión industrial española, la dirección comunicó al comité de empresa la baja de 463 trabajadores, 59 de ellos por prejubilación. La comarca había perdido ya 1300 empleos entre 1977 y 1987, y se estimaba que cada empleo que se perdía en la Naval originaba de forma indirecta otros tres parados más. Ante tan grave perjuicio para la economía de la zona, los trabajadores se echaron a la calle y la comarca protagonizó grandes protestas en las calles de Reinosa, que derivaron en los incidentes de 1987, que desencadenaron graves enfrentamientos entre los vecinos y las fuerzas de seguridad desplazadas a la zona. Los empleados de la Naval llegaron a retener en la fábrica a su director, Enrique Antolín San Martín, como medida de presión, aunque fue liberado por la guardia civil. Después de semanas de graves disturbios, los sucesos se saldaron con un trabajador de la Naval muerto, 144 heridos y 60 detenidos.
Ante las restricciones de la Comunidad Económica Europea en la producción de aceros a sus países miembros, debido a la sobreproducción existente en el Espacio Económico Europeo, el gobierno español decidió la fusión de empresas para conseguir sociedades más fuertes, y en 1990 procedió a la fusión de Forjas y Aceros de Reinosa con el Grupo Acenor de Basauri, para dar lugar a Sidenor, con la participación al 50% del Instituto Nacional de Industria y el Instituto de Crédito Oficial. La sociedad fue privatizada en 1995, y en 2005 fue adquirida por la multinacional brasileña Gerdau por 443 M€. En el año 2000, el escultor Eduardo Chillida dirigió en la fábrica la forja de su escultura Berlín, de 90 t de acero y que fue donada por un editor alemán para su ubicación en la Cancillería Federal en Berlín. Buena parte de las obras del museo Chillida Leku han sido forjadas en la planta de Reinosa. Esta fue en esa época dedicada a la producción de piezas  para la producción de vehículos, ingeniería mecánica, sector naval, siderurgia, generación de energía, minería, y sector petroquímico entre otros.
11 años después de su compra, en mayo de 2016, Gerdau vendió de nuevo la sociedad, por un tercio de lo que pagó por ella, a su anterior equipo directivo, que la volvió a refundar como Sidenor. En 2019, y con 680 empleados, Sidenor anunció que había alcanzado un acuerdo para vender el 75% de la planta de Reinosa al grupo multinacional NFL, aunque se mantendría seis años como socio temporal,  con lo que retornó la incertidumbre a la localidad campurriana.
El 15 de junio de 2021 los nuevos propietarios presentaron la nueva imagen de la planta, y manifestaron que pretendían aumentar un 30% su facturación, realizando importantes inversiones en la factoría.